# Houston Texans
Los Houston Texans (en español: Texanos de Houston) son un equipo profesional de fútbol americano de los Estados Unidos con sede en Houston, Texas. Compiten en la División Sur de la Conferencia Americana (AFC) de la National Football League (NFL) y disputan sus encuentros como locales en el NRG Stadium.
Los Texans entraron en la liga en 2002 como equipo de expansión, después de que los Houston Oilers (1960-1996) se convirtieran en los Tennessee Oilers (1997-1998), y en los actuales Tennessee Titans desde 1999, haciendo de los Texans la franquicia más joven de la NFL.

## Historia

### Comienzos
En 1997, el empresario de Houston, Bob McNair, falló en su oferta para llevar un equipo de expansión de la National Hockey League (NHL) a la ciudad, y Bud Adams reubicó al equipo de la NFL, Houston Oilers, a Nashville, donde fueron renombrados como Tennessee Titans. En 1996, un año antes, los Cleveland Browns se habían mudado a Baltimore, convirtiéndose en los Baltimore Ravens. Como parte del acuerdo entre la NFL, la ciudad de Cleveland y el equipo propiedad de Art Modell, la liga prometió devolver un equipo de fútbol americano a Cleveland dentro de los siguientes tres años.
Con el fin de igualar las franquicias a 32, la liga también contempló la adición de otra franquicia de expansión. Como Houston fue una de los favoritas para la franquicia extra junto con Toronto y Los Ángeles (que había perdido a los Rams y los Raiders en 1995), McNair decidió unirse al proyecto de fútbol y se asoció con su socio. Steve Patterson. En asociación con Houston Livestock Show and Rodeo, pujaron por un estadio con cúpula como parte de la oferta para atraer a la NFL de regreso a Houston. 
El 6 de octubre de 1999, la NFL otorgó el 32.º equipo a Houston, por un costo de $700 millones.

### Era Gary Kubiak (2006-2013)
Tras unas malas temporadas desde su entrada en la liga, los Texans contrataron al originario de Houston, Gary Kubiak, el 10 de septiembre de 2006.
Kubiak tardó seis temporadas en tener éxito con los Texans. En 2011, ganó el primer título de división (y el primer título en general) y la primera clasificación de los Texans para playoffs; ganaron a los Cincinnati Bengals 31-10 en Wild Cards, perdiendo ante los Baltimore Ravens en divisionales por 20-13. Repitieron en 2012 lo hecho el año anterior, ganando nuevamente el título de división y venciendo a los Bengals por 19-13. Esta vez perdieron en divisionales frente a los New England Patriots.
Tras ocho temporadas, Kubiak fue despedido el 6 de diciembre de 2013. Logró un récord de 61-64 en 125 partidos, siendo su mejor temporada la de 2012, con un 12-4.

## Estadio

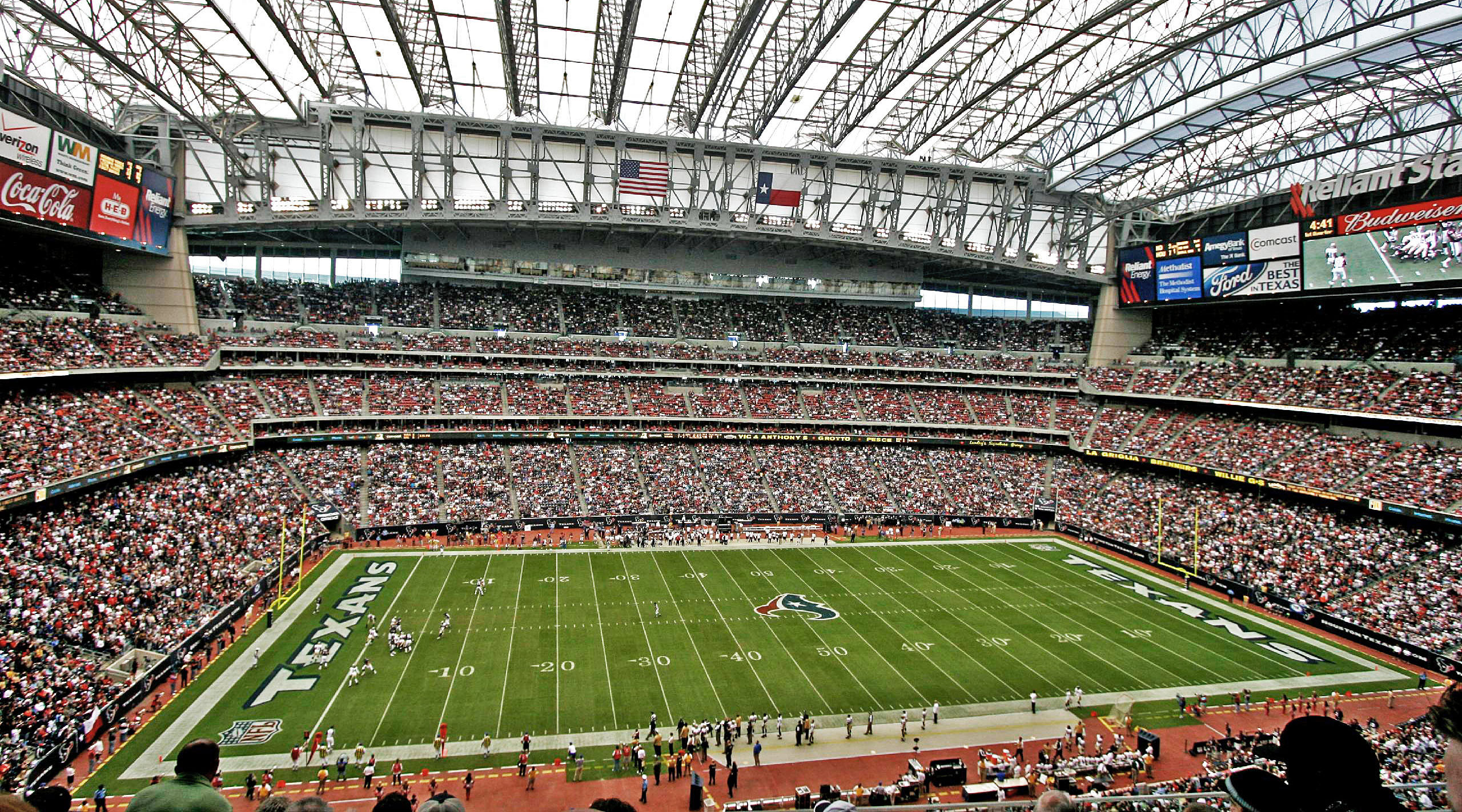
Interior del NRG Stadium.

### NRG Stadium
El NRG Stadium es el estadio de los Texans desde su creación. De 2002 a 2013, el estadio fue conocido como Reliant Stadium. Desde el 19 de marzo de 2014, pasó a llamarse NRG Stadium.
Tiene una capacidad para 71.795 espectadores, y ha sido sede del Super Bowl XXXVIII (2004), Super Bowl LI (2017) y del WrestleMania XXV (2009).